# Fischerreihe (Wismar)

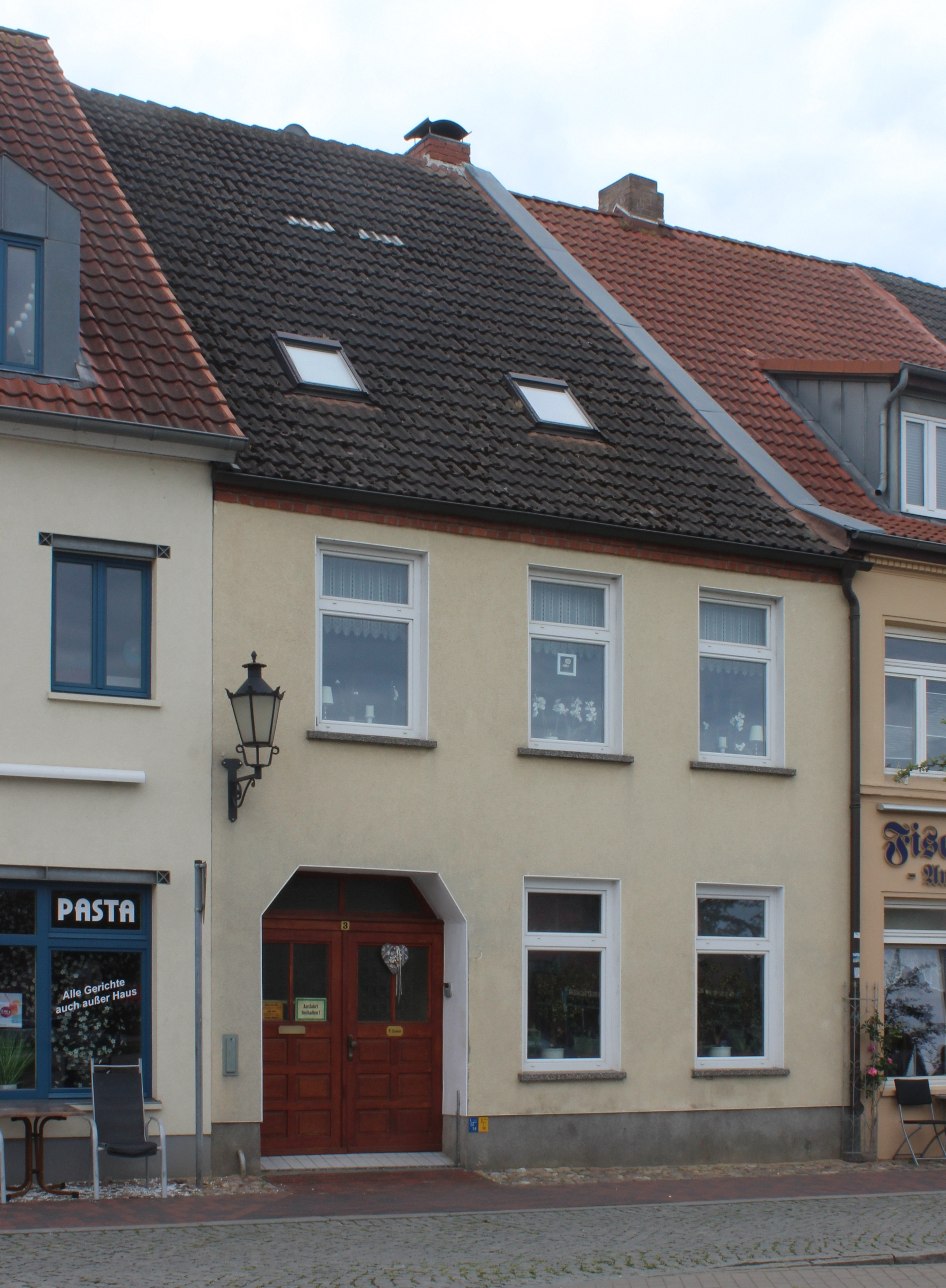
Nr. 3

Die historische kurze Fischerreihe ist in Wismar in der Altstadt, die wie der Alte Hafen unter dem besonderen Schutz der UNESCO steht, nachdem Wismar 2002 in die Welterbeliste aufgenommen wurde.
Sie führt vom Alten Hafen in West-Ost-Richtung vom Schiffbauerdamm / Ulmenstraße / Am Hafen bis zur Speicherstraße und Breite Straße.

## Nebenstraßen

Wismar zur Zeit der Hanse

Die Nebenstraßen und Anschlussstraßen wurden benannt als Schiffbauerdam, nach den früheren Bootswerften, Ulmenstraße, nach dem Baum, Neustadt seit etwa 1360, nach dem von 1238 bis 1250 entstandenen Ortsteil, Am Platz seit 1873, wo früher Bauholz und Steine gelagert wurden, Ziegenmarkt seit 1750, da hier vermutlich zeitweise mit Ziegen und Kleinvieh gehandelt wurde, Speicherstraße (1357 spiekerstrate) und Breite Straße, für eine Straße mit im Mittelalter ungewöhnlicher Breite.

## Geschichte

### Name

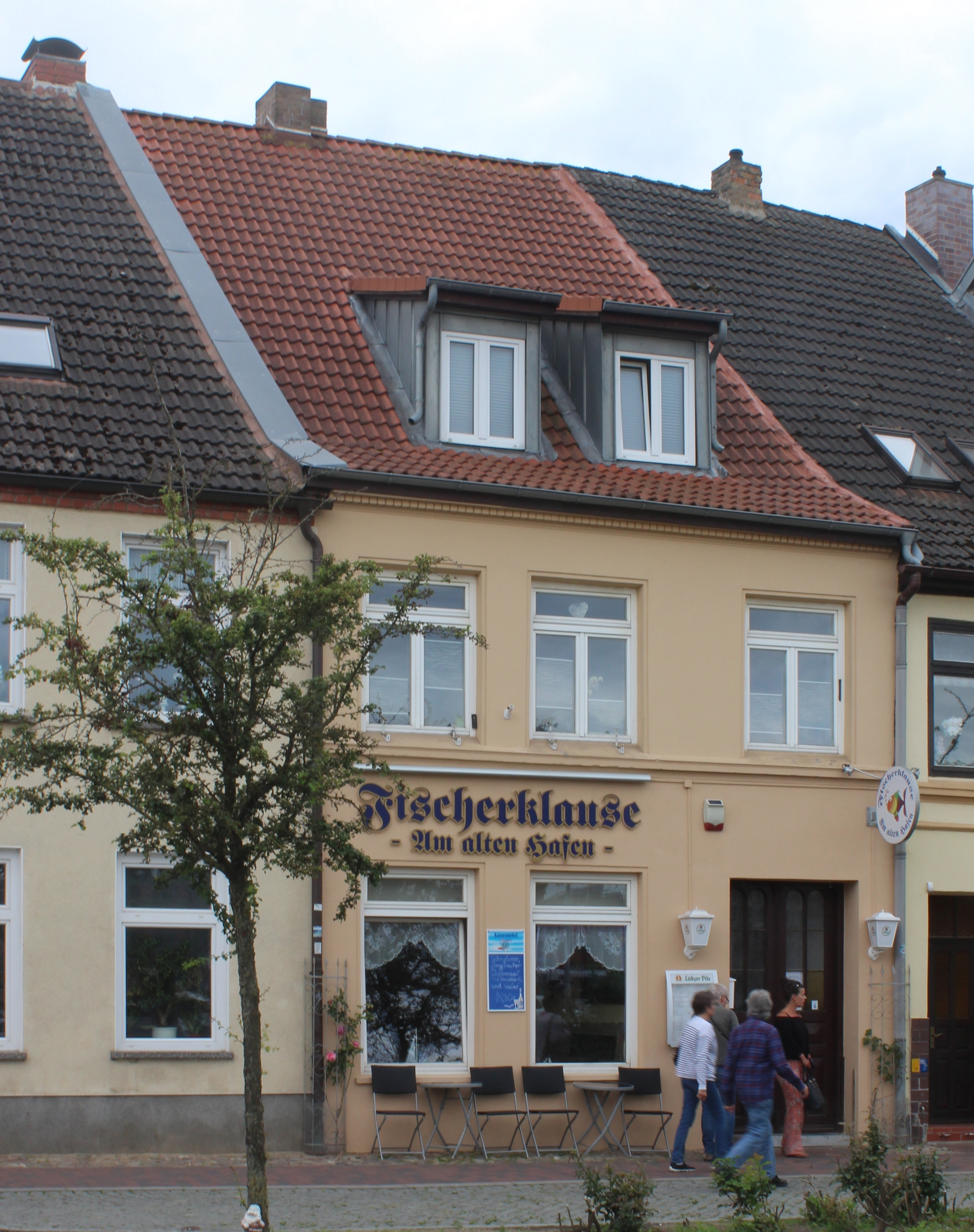
Nr. 4

Die Straße wurde um 1820 so benannt, zuvor war sie Teil der Fischergrube. Bis in das 14. Jahrhundert war hier ein vom Meerwasser gespeister Wassergraben.

### Entwicklung

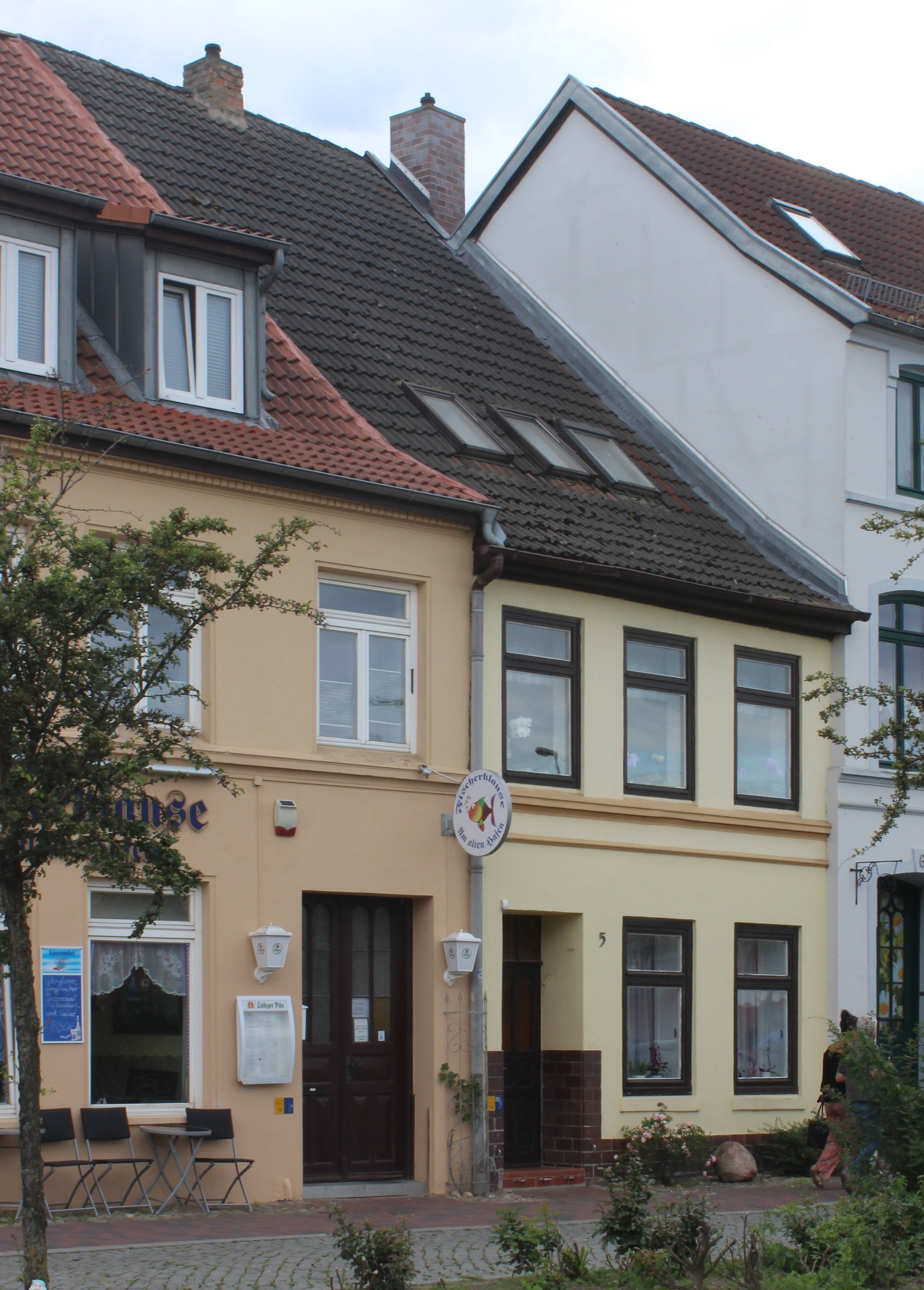
Nr. 5

Wismar wurde im Mittelalter ein wichtiges Mitglied der Hanse.
In diesem Teil der Neustadt gehörte die erste mittelalterliche Pfarrkirche zur zweiten Phase der Stadtgründung bis 1250. Die erste Georgenkirche wurde 1269 erstmals erwähnt. Im ersten Viertel des 14. Jahrhunderts wurde mit dem Neubau der jetzigen Basilika begonnen. 1404 war der Beginn der dritten Bauphase der Kirche.
Um diese Kirche erweiterte sich auch die Altstadt. Im Mittelalter verlief hier noch ein Wassergraben.

## Gebäude, Anlagen (Auswahl)
An der ruhigen Straße stehen zumeist zwei- bis dreigeschossige Wohnhäuser. Die mit (D) gekennzeichneten Häuser stehen unter Denkmalschutz.
- Nr. 1: 2-gesch. Wohn- und Geschäftshaus mit einem italienischen Restaurant
- Nr. 3: 2-gesch. saniertes einfaches  Wohnhaus (D)
- Nr. 4: 2-gesch. saniertes Wohnhaus (D) mit der Fischerklause – Am alten Hafen
- Nr. 5: 2-gesch. einfaches saniertes Wohnhaus (D)
- Nr. 6: 2-gesch. einfaches saniertes Wohn- und Geschäftshaus
- Breite Straße Nr. 51: 3-gesch. saniertes Gebäude mit Restaurant/Gaststätte Wismarer EigenSinn
- Ziegenmarkt Nr. 1: 2-gesch. Haus mit Restaurant Volkskammer